# أنطون عطا الله
أنطون عطالله (1897-1986) سياسي ومحام فلسطيني، ولد في مدينة القدس. وأنهى دراسته الابتدائية في مدرسة الإتحاد اللوثري التي كانت تعرف بمدرسة الدباغة، والثانوية في مدرسة داخلية تعرف بالاتحاد المسيحي الأمريكي وتخرج عام 1912، ثم التحق في كلية العلوم بالجامعة الأمريكية في بيروت وبقي فيها حتى عام 1916 ، استدعته الحكومة التركية العثمانية إلى الخدمة العسكرية وأرسلته مع العديد من الشبان العرب إلى مدرسة تدريب عسكري في مدينة توزلا على الجانب الآسيوي في إسطنبول، حيث التحق بالجيش العثماني برتبة ملازم ثان، لكنه لم يلبث أن فر من الجيش التركي مع العديد من الشبان العرب بعد سماعهم بإعلان الملك الحسين بن علي إعلان الحرب على الأتراك.
في عام 1918، عاد عطا الله إلى مسقط رأسه في القدس حيث تم تعيينه موظفاً في مكتب المستشار القانوني للحكومة البريطانية المفوضة في فلسطين، ولم يلبث أن أصبح في عام 1919م مديرا للمكتب، مما شجعه على الالتحاق في عام 1920 بمعهد الحقوق الفلسطيني في القدس ونال شهادة دبلوم الحقوق عام 1924 بامتياز. انتخب أنطون عطا الله نائبا لرئيس مدينة القدس عام 1944، وعندما أنشأت الجامعة العربية بنك عربي في القدس عام 1947، بهدف تقديم الدعم المالي للفلسطيني في مواجهة الخطة الصهيونية المدعومة من الانجليز، عين عطا لله بمنصب المدير العام للبنك العقاري العربي، واستمر عطا الله في إدارة القروض لإقامة مشاريع صناعية وبناء فنادق خاصة في منطقتي القدس ورام الله.

## إبعاده عن القدس
في عام 1967 وبعد قيام الاحتلال الصهيوني بفرض سيطرته على مدينة القدس واحتلالها ، أصدر الجنرال موشيه دايان قائد جيش الكيان الصهيوني قرار بإبعاد عطا الله قسراً عن مدينة القدس إلى الأردن ، بحجة ولاء عطا الله للأردن بحكم عضويته في مجلس الأعيان الأردني، حيث كان السبب الأساسي للإبعاد تصريحات عطا الله لوكالات الأنباء العالمية أعلن فيها عدم شرعية الاحتلال الصهيوني للقدس والضفة الغربية باعتباره اعتداء على أراضي دولة عضو في الأمم المتحدة.

## الخبرات العملية
شغل أنطون عدة مناصب منها:
- مدعي عام – قاضي صلح في فلسطين 1924
- نائب رئيس بلدية القدس 1944 – 1946
- عضو مجلس نواب عن مدينة القدس 1/10/1954
- مدير عام البنك العقاري العربي في الأردن
- عضو مجلس أعيان 31/10/1963 عضو مجلس أعيان 1/11/1967 عضو مجلس أعيان 1/11/1971
- عضو في اللجنة التنفيذية العربية الأرثوذكسية 1931

## الأوسمة
حصل أنطون على عدة أوسمة منها:
- وسام الكوكب من الدرجة الأولى.
- وسام الاستحقاق من الدرجة الأولى.